# Kwas heksafluorofosforowy
Kwas heksafluorofosforowy – nieorganiczny związek chemiczny z grupy kwasów beztlenowych. Tworzy sole heksafluorofosforany.

## Otrzymywanie
Kwas heksafluorofosforowy otrzymywany jest zwykle w jednej z trzech reakcji:
- H
3PO
4 + 6HF → HPF
6 + 4H
2O
- P
2O
5 + 12HF → 2HPF
6 + 5H
2O
- H
3PO
4 + 3CaF
2 + 3H
2SO
4 → HPF
6 + 4H
2O + 3CaSO
4